# Konstruktywne wotum nieufności
Konstruktywne wotum nieufności – rodzaj wotum nieufności, zabezpieczający przed pochopnym odwołaniem rządu przez parlament i tym samym zabezpieczający przed destabilizacją systemu politycznego. W tym rozwiązaniu głowa państwa przyjmuje dymisję rządu tylko wtedy, gdy część parlamentu, która wystąpiła o wotum nieufności, jednocześnie zgłosiła i uzyskała poparcie większości parlamentu dla kandydata na nowego premiera.
Konstruktywne wotum nieufności jest charakterystycznym elementem ustroju Republiki Federalnej Niemiec.

## Procedura w Polsce
Sejm Rzeczypospolitej Polskiej, na podstawie art. 158 Konstytucji, może uchwalić wotum nieufności w stosunku do Rady Ministrów większością ustawowej liczby posłów (co najmniej 231) na wniosek zgłoszony przez co najmniej 46 posłów, wskazując jednocześnie imiennie kandydata na nowego Prezesa Rady Ministrów.